# 高嶋由美子
高嶋 由美子（たかしま ゆみこ）は、国連難民高等弁務官事務所 （UNHCR）職員、東京都出身。

## 人物
イギリス、エセックス大学政治学科卒業。学習院大学政治学科研究科博士後期課程満期退学。学習院大学大学院在学中に1999年にジュニア・プロフェッショナル・オフィサー（JPO・外務省からの国連機関への派遣制度）としてスーダンに派遣され、2002年より国連難民高等弁務官事務所 （UNHCR：United Nations High Commissioner for Refugees）職員に採用される。
スーダン、東ティモール、タイ、カンボジア、ミャンマー、アフガニスタン、ケニア勤務を経て、ウガンダ・リラ事務所長、イラン・テヘラン事務所上級フィールド調整官を務め、2010年1月より、国連UNHCR協会事務局長に就任、2011年12月より国連難民高等弁務官事務所 （UNHCR）ジュネーブ本部勤務。
2008年、宮沢賢治学会イーハトーブセンターによる「イーハトーブ賞」、2009年、日本青年会議所による「人間力大賞―NHK賞」を受賞。2008年、NHK「プロフェッショナル 仕事の流儀」、2011年、NHK「プロフェッショナル 仕事の流儀　言葉のチカラSP　プロフェッショナルに勇気をくれた言葉」「地球テレビ　エル・ムンド」等に出演。
2021年、学習院大学　博士号取得。

## 年表
- 1999年1月～：ジュニア・プロフェッショナル・オフィサーとしてスーダンに派遣される
- 2001年1月～：タイ赴任
- 2002年1月～：国連難民高等弁務官事務所（UNHCR）職員に採用、ミャンマー赴任
- 2002年4月～：アフガニスタン赴任
- 2004年8月～：ケニア赴任
- 2006年10月～：ウガンダ・リラ事務所長
- 2009年1月～：イラン・テヘラン事務所上級フィールド調整官
- 2010年1月～：国連UNHCR協会事務局長
- 2011年12月～：国連難民高等弁務官事務所（UNHCR）ジュネーブ本部
- 2014年1月～：アフガニスタン副代表
- 2016年11月～：JICA出向中(現在）